# Val d'Isère Skiing and Snowboarding
Val d'Isère Skiing and Snowboarding es un videojuego de esquí y Snowboarding el desarrollado por Virtual Studio y publicado por Atari Corporation para la Atari Jaguar primero en América del Norte el 9 de diciembre de 1994. Más tarde publicado en Europa en enero de 1995 y finalmente en Japón en julio del mismo año, donde fue publicado por Messe Sansao. Es una conversión del título de SNES Tommy Moe's Winter Extreme: Skiing & Snowboarding, el cual fue hecho por el mismo equipo en Loriciels y publicado en 1994 en todas las regiones.
Nombrado en honor a la estación de esquí francesa de Val-d'Isère y ambientado en ella, Val d'Isère Skiing & Snowboarding presenta modos de freeride, entrenamiento y competición, y los jugadores pueden elegir entre estilos de juego de esquí y snowboard. También presenta publicidad en el juego que promociona la tienda de ropa deportiva FILA. Si bien hereda parte del diseño y la mecánica del juego de su contraparte original de SNES, la conversión presenta un mapa diferente y diseños de senderos completamente nuevos.
Val d'Isère Skiing and Snowboarding recibió críticas mixtas y el 1 de abril de 1995 el juego ya había vendido casi 10.000 copias aunque  se desconoce cuántos se vendieron en totalidad durante su lifetime. Las revisiones retrospectivas han sido igualmente tan mixtas.

## Gameplay

Si se sincroniza correctamente, los jugadores pueden realizar saltos altos en el aire, evitando los obstáculos que se avecinan en el camino.

Val d'Isère Skiing and Snowboarding es un juego de deportes de invierno que utiliza una perspectiva detrás de la vista, similar a Winter Extreme: Skiing & Snowboarding de Tommy Moe. Al correr por las pistas de esquí, el jugador puede acelerar, girar, detenerse, saltar, desacelerar y hacer giros bruscos, ya sea al acelerar o al desacelerar. Los jugadores pueden elegir estilos de juego de snowboard o esquí en el menú principal y cambiar el esquema de control predeterminado en el menú de opciones. Sin embargo, a diferencia de su versión original de SNES, no existen cambios en las condiciones climáticas del juego. También pueden participar dos jugadores en cualquiera de los modos tomando su respectivo turno. El progreso, los registros y otros cambios realizados por el reproductor se guardan automáticamente a través de la EEPROM interna del cartucho. Se puede acceder a más opciones ingresando un código de trucos en el menú principal.

### Modos
Val d'Isère Skiing and Snowboard tiene tres modos de juego diferentes: Freeride, Entrenamiento y Competición. Cada uno tiene su propio subconjunto de reglas. Freeride es un modo de evento no competitivo de estilo arcade en el que el jugador tiene que descender de la montaña y llegar a la meta de la pista. Al comienzo de cualquier curso, el jugador tiene una cantidad limitada de tiempo para llegar a un punto de control designado y aumentar el límite de tiempo para continuar la carrera, mientras evita obstáculos para no perder tiempo. Después de llegar al pie de la montaña, el jugador usa automáticamente un telesilla para subir al siguiente sendero de montaña. Se desbloquean más caminos según la ruta que el jugador haya elegido al descender de la pista de esquí de la montaña. Si los jugadores pierden un punto de control, el límite de tiempo sigue siendo el mismo, lo que lleva a un final anticipado de la carrera como resultado. Los caminos posteriores se vuelven cada vez más difíciles a medida que el jugador avanza en este modo, con más obstáculos para evitar y límites de tiempo más bajos, además, estos últimos cursos agregan potenciadores como turbo, escudo y aumentadores de tiempo.
El modo de entrenamiento se recomienda para que los principiantes practiquen y perfeccionen sus habilidades de esquí y snowboard para los modos de competencia de descenso, slalom y gigante. Antes del comienzo de cualquier evento, el jugador tiene la opción de seleccionar cualquiera de los cuatro cursos en la pantalla del mapa, cada uno de los cuales aumenta en dificultad. Si el jugador pierde alguna puerta, hay una penalización de dos segundos por cada puerta perdida al final de la práctica.
El modo Competencia, como sugiere su nombre, es un modo competitivo que consta de cuatro campeonatos, cada uno de los cuales se divide en tres eventos. En el primer evento, el jugador debe estar entre los 7 primeros para calificar, luego entre los 5 primeros en el segundo evento y luego entre los 3 primeros en el tercer y último evento para ganar un premio, dependiendo del tiempo que haya alcanzado el jugador la línea final. Si el jugador califica en los cuatro campeonatos, pasa a la final. Si el jugador no logra calificar en alguno de los eventos, se pierde una vida y una vez que se pierden las tres vidas en la calificación, el juego termina. A diferencia de los dos modos anteriores, el progreso no se guarda después de completar cualquier evento.

## Desarrollo y lanzamiento
Val d'Isère Skiing and Snowboarding fue desarrollado por el mismo personal que desarrolló Winter Extreme: Skiing & Snowboarding de Tommy Moe en Super Nintendo Entertainment System en Virtual Studio. En una entrevista con Vincent Baillet, uno de los programadores del juego, comentó su experiencia a la hora de desarrollar para el sistema, señalando tanto las ventajas como las desventajas que tenía en comparación con SNES. Vincent trabajó en el proyecto antes de que Loriciels se declarara en quiebra, lo que resultó en su salida de la empresa, pero antes de hacerlo, trabajó en la visualización de las pistas, los sprites y los efectos de sonido. Después de dejar la empresa, Olivier Richez hizo el resto del trabajo de programación del juego. También afirmó que el juego recibió cambios antes del lanzamiento. El juego también estuvo presente durante WCES 1995.

## Recepción
Val d'Isère Skiing Y Snowboarding garnered tuvo una recepción mixta en su lanzamiento.
Sarah Nade de GamePro valoró los gráficos del juego y su "factor divertido" en 4.5/5.0.
Next Generation reseñó el juego, y declaró que "Un juego justo que no superará la prueba de tiempo".
La Entertainment Weekly dio al juego una B+.